# Vương Quan Dật
Vương Quan Dật (Tên tiếng Anh: Lawrence Wong, sinh ngày 5 tháng 8 năm 1988) là diễn viên, ca sĩ, người dẫn chương trình, người mẫu Singapore. Là diễn viên ở các thể loại: phim truyền hình, phim điện ảnh, kịch sân khấu. Quê quán Quảng Châu, Quảng Đông, Trung Quốc. Năm 2000 tham gia bộ phim "Thượng Khóa Nhất Phái" do Hứa Mỹ Trân đóng chính. Năm 2010 tham gia bộ phim của Malaysia "Kiếp Phù Sinh", sau đó tiếp tục quay nhiều bộ phim và dẫn chương trình. Năm 2013, được chọn là 10 nghệ sĩ Malaysia trọng điểm tiến cử của đài NTV7, bắt đầu lấn sân sang lĩnh vực ca hát. Năm 2015, anh ấy từng tham gia diễn xuất phim cấp 3 Singapore "Vô Hạn Xuân Quang 27" của đạo diễn Khưu Kim Hải. Cùng năm đó tham gia bộ phim kỷ niệm 50 năm Quốc khánh Singapore "Tinh Nguyệt Truyền Kỳ" vào vai tổng thư ký Đảng Cộng sản Malaysia Lai Teck. Năm 2016,ký hợp đồng với công ty Ốc Tinh Ảnh Nghiệp của Tần Lam trở thành nghệ sĩ dưới trướng,lấn sang thị trường Trung Quốc. Năm 2018 thủ vai Hải Lan Sát trong bộ phim cổ trang Đại Lục "Diên Hi Công Lược",bắt đầu nhận được nhiều sự chú ý từ công chúng kể từ thời điểm đó.

## Tiểu sử
Vương Quan Dật (Lawrence Wong), sinh ngày 5 tháng 8 năm 1988 tại Johor Bahru, Malaysia. Quê quán Quảng Châu, Quảng Đông, Trung Quốc. Nam diễn viên Hoa Ngữ, ca sĩ nhạc pop, người dẫn chương trình, tốt nghiệp trường đại học RMIT Melbourne.
Vương Quan Dật sinh tại Johor Bahru, lúc nhỏ anh và em trai đều rất thích coi phim kiếm hiệp, thường hay đóng giả đại hiệp.
Vương Quan Dật năm 19 tuổi, từng đến Nhật Bản chuẩn bị tham gia vào nhóm nhạc nam, nhưng sau đó công ty lại đem tiền đầu tư cho một nữ ca sĩ khác, ở Nhật Bản đợi 2 năm anh ấy quyết định trở về nước. Hai năm tại Nhật Bản, anh ấy đã trải qua những ngày khó khăn. Lúc đó công ty quản lý nghệ sĩ rất nghiêm khắc, nghệ sĩ mỗi khi đi quay chương trình đều phải đến trường quay sớm hơn các tiền bối, sau đó phải chào hỏi họ. Có một lần người quản lý làm lẫn lộn lịch trình, khiến họ khi đến Đài Truyền hình phải quỳ xin lỗi, thậm chí phải cạo đầu, nếu không Đài Truyền hình sẽ đóng băng toàn bộ nghệ sĩ của công ty.
Năm 2000: Bộ phim "Thượng Khóa Nhất Phái" do Hứa Mỹ Trân đóng chính là bộ phim đầu tiên của Vương Quan Dật đóng năm 12 tuổi
Năm 2009: Tham gia bộ phim điện ảnh "Hẹn Ước Hoa Hướng Dương" do Lâm Mai Kiều & Trương Vấn Tường đóng chính, đây là bộ phim điện ảnh đầu tiên từ khi chính thức bước vào con đường diễn xuất. Cùng năm, tham gia phim thanh xuân thần tượng "Ánh Sao Vẫn Rực Rỡ" do Phạm Trực Vĩ & Ngũ Tư Khải đóng chính.
Năm 2010: Tham gia bộ phim trinh thám "Thanh Không Cảm Ứng 2" của đạo diễn Châu Dĩ Cần. Cùng năm, lần đầu tiên vào vai phản diện trong bộ phim trinh thám "Kiếp Phù Sinh".
Năm 2011: Tham gia bộ phim thanh xuân "Truy Mộng · Trúc Mộng" do Hứa Lượng Vũ, Đồng Băng Ngọc, Dương Nhạn Nhạn đóng chính. Sau đó, tham gia bộ phim trinh thám "Bác·Mại" của đạo diễn Tạ Quang Hoa. Cùng năm, dẫn chương trình về thời trang của Malaysia "Thời Đại Đạt Nhân". Ngày 1 tháng 11, ký hợp đồng với Tinh Mộng Ngu Lạc.
Năm 2012: Tham gia bộ phim điện ảnh tình cảm "Wiedersehen in Malaysia". Sau đó, dẫn chương trình về du lịch của Singapore "Chưa Đến Trường Thành Chưa Phải Là Anh Hùng". Cùng năm, ra mắt tự truyện "Dật Phi Chi Tâm"
Năm 2013: Cùng Lý Minh Trung, Đới Thiến Vân, Tạ Tùng Phiếm đóng chính bộ phim hài gia đình "Nam Hôn Nữ Giá", nhờ bộ phim này mà anh đã được lọt vào danh sách đề cử nam diễn viên xuất sắc nhất của lễ trao giải do Đài Truyền hình Á Châu tổ chức. Cùng năm, tham gia bộ phim điện ảnh hài "Tụ Bảo Tồn Phần Tiếp Theo" của đạo diễn Trì Gia Khánh, nhờ bộ phim này nên anh được lọt vào danh sách đề cử nam phụ xuất sắc nhất của Kim Thị. Tháng 5, ra mắt mini album cá nhân đầu tiên "Thiển Thiển" gồm bài "Thiển Thiển", "Yêu Là Chuyện Như Thế Nào" và 4 bài hát khác cùng trong album.
Năm 2014: Đóng cặp cùng Nishino Shou trong bộ phim cấp ba "Vô Hạn Xuân Quang 27" do Thi Nam Sinh làm giám chế. Cùng năm, đóng cặp cùng với La Ức Thi trong bộ phim hài tình cảm "Sai Tam Công Phân Tưởng Ái Nhĩ"
Năm 2015: Tham gia bộ phim gia đình "118" do Huỳnh Phân Phi và Phù Chi Bính làm đạo diễn. Sau đó, tham gia bộ phim hài tình cảm của đài True4U Thái Lan "Yes Sir, My Boss (Rab Sab, My Boss)". Cũng trong năm đó, góp mặt trong bộ phim điện ảnh hình sự "Tiềm Hành Giả" do Ngô Kiến Hào, An Chí Kiệt đóng chính. Sau đó, cùng Diêu Ý San & Ôn Thăng Hào tham gia bộ phim kỉ niệm 50 năm Quốc khánh Singapore "Tinh Nguyệt Truyền Kỳ", trong bộ phim này anh diễn hai vai, một là nhân vật lịch sử - tổng thư ký Đảng Cộng sản Malaysia Lai Teck còn vai còn lại là tiến sĩ Đới Mẫn Ân.
Năm 2016: Ký hợp đồng với công ty Ốc Tinh Ảnh Nghiệp của Tần Lam, chính thức lấn sang thị trường Trung Quốc. Ngày 22 tháng 7, bộ phim điện ảnh tình cảm thanh xuân "Bong Bóng Mùa Hè" tham gia cùng Hoàng Xán Xán, Nghiêm Vũ Hào, La Trọng Khiêm được công chiếu. Cùng năm, cùng Nghiêm Ngật Khoan, Tần Lam, Cao Vỹ Quang tham gia bộ phim dân quốc "Vạn Thủy Thiên Sơn Vẫn Là Tình" được làm lại từ bộ phim cùng tên của TVB sản xuất năm 1982, trong phim anh vào vai Trang Thiên Nhai - con nuôi của Trang Hạc Nho. Tháng 12, ra mắt ca khúc "Hi & Bye".
Năm 2017: Ngày 8 tháng 2, ra mắt mini album thứ hai mang tên "Vương Quan Dật Lawrence". Sau đó cùng Ngô Cẩn Ngôn, Tần Lam, Nhiếp Viễn tham gia bộ phim cung đấu "Diên Hi Công Lược", trong phim anh vào vai ngự tiền thị vệ Hải Lan Sát, đây là lần đầu anh thử sức với thể loại phim cổ trang. Cùng năm anh lại tham gia bộ phim "Nhật Ký Kỳ Ảo Kế Hoạch Theo Đuổi Thần Tượng Của Thiếu Nữ", trong phim anh vào vai nam chính Tiết Tiên Sâm và thể hiện nhạc phim "Tín Giáo dục". Tháng 11, cùng Tần Lam tham gia chương trình "Phòng Tập Luyện Ngôi Sao.
Năm 2018: Ngày 14 tháng 3, bộ phim điện ảnh tình cảm hài "Siêu Cấp APP" đảm nhận vai chính cùng Thi Dư Phi và Dương Thụ Lâm được công chiếu, trong phim nhân vật của anh tên là Hàn Thần - một nhân viên của tòa nhà APP rất hiếu động, tràn đầy sức sống, ngoài ra anh còn hát nhạc phim "Phá Giải Mật Mã Tình Yêu". Cũng trong năm, anh hợp tác cùng Trương Hàn & Vương Lệ Khôn trong bộ phim tình cảm đô thị "Hải Dương Chi Thành", trong phim anh vào vai Vương Tử Dương - một đại phó của một tàu quốc tế có lý tưởng. Ngày 25 tháng 8, ra mắt ca khúc "Đại Hảo Thanh Niên". Ngày 24 tháng 9, tham gia Đêm hội Trung Thu của đài Hồ Nam cùng Xa Thi Mạn, Khương Tử Tân, Đới Xuân Vinh,... cùng nhau biểu diễn tiết mục "Trung Thu Công Lược". Ngày 26 tháng 10, đoạt giải diễn viên mới Á Châu xuất sắc nhất tại lễ trao giải Kim Tượng Thụ. Ngày 29 tháng 10, đoạt giải nam diễn viên phụ xuất sắc nhất tại Liên hoan phim Trung Mĩ. Ngày 18 tháng 12, đoạt giải Nam nghệ sĩ chủ đề hot của năm trong bảng xếp hạng Trung Quốc Thời Thượng Quyền Lực. Ngày 22 tháng 12, đoạt giải thưởng vượt trội tại lễ trao giải StarHub Night of Stars.
Năm 2019: Ngày 5 tháng 2, tham gia đêm hội "Toàn Cầu Hoa Kiều Hoa Nhân Xuân Tiết Đại Liên hoan" của đài Hồ Nam cùng Ngụy Tuần, Mã Tư Siêu, Lý Tử Tuyền,... hợp ca "Khoái Lạc Trung Quốc Niên". Ngày 16 tháng 3, Vương Quan Dật được xếp hạng thứ 91 trong bảng xếp hạng top 100 gương mặt đẹp của LikeTCCAsia. Ngày 26 tháng 7, buổi khai máy bộ phim "Bạn Gái Lầu Dưới Xin Ký Nhận" mà anh và Từ Hảo đảm nhận vai chính, trong phim anh vào vai Diệp Phi Mặc, đóng máy vào ngày 27 tháng 9.
Năm 2020: Ca khúc mới "Sau Đó" chính thức phát hành, đây cũng là ca khúc nhạc phim "Bạn Gái Lầu Dưới Xin Ký Nhận". Tháng 3, đảm nhận vai chính Hạ Đông Thanh trong bộ phim trinh sát "Người Lái Đò: Truyền Thuyết Nam Dương". Ngày 5 tháng 4, bộ phim "Bạn Gái Lầu Dưới Xin Ký Nhận" đóng cùng Từ Hảo phát sóng tại Trung Quốc. Cuối năm 2020, anh sáng lập thương hiệu mỹ phẩm chăm sóc da GRAIL.
Năm 2021: Tháng 1, anh quay bộ phim "Đoạt Mộng" do Tất Văn Quân và Vương Thụy Xương đảm nhận vai chính tại Đại Lục. Ngày 23 tháng 3, bộ phim "Hải Dương Chi Thành" do Trương Hàn và Vương Lệ Khôn đóng chính được phát sóng trên đài Giang Tô và MangoTV. Ngày 22 tháng 7, khai máy bộ phim điện ảnh hài Tết của Singapore "Cơm Đoàn Viên" do anh và Lưu Nhã Sắt đảm nhận vai chính, anh chia sẻ vì nhận bộ phim điện ảnh này mà đã từ chối rất nhiều bộ phim tại Đại Lục. Ngày 24 tháng 8, bộ phim "Người Lái Đò: Truyền Thuyết Nam Dương" do anh cùng Thích Ngọc Vũ, Kim Khải Đức đảm nhận vai chính. Ngày 6 tháng 9, anh trở về Đại Lục tham gia vào bộ phim "Bạch Sắc Nguyệt Quang 2: Trái Tim Gợn Sóng" do Tần Lam và Vương Tử Dị đóng chính.

## Phim ảnh

### Phim truyền hình
| Năm           | Tên phim                              | Vai diễn                       | Đài phát sóng                                                                    |
| Năm 2001      | Thượng Khóa Nhất Phái                 | Kim Loong (học sinh trung học) | Channel 5, Singapore                                                             |
| Năm 2002      | Phì Phì Nhất Gia Thân 2               | Nhân viên khách sạn            | Channel 5, Singapore                                                             |
| Năm 2009      | Muốn Nắm Chặt Tay Em                  | Ben                            | Channel 8, Singapore                                                             |
| Năm 2010      | Kiếp Phù Sinh                         | Dương Địch Sinh                | ntv7, Malaysia                                                                   |
| Năm 2010      | Thanh Không Cảm Ứng 2                 | Lý Minh Quốc                   | 8TV, Malaysia                                                                    |
| Năm 2011      | Truy Mộng·Trúc Mộng                   | Dương Kế Thành (Jensen)        | 8TV, Malaysia                                                                    |
| Năm 2011      | Bác •Mại                              | Quách An Tiến                  | Channel U, Singapore                                                             |
| Năm 2011      | Hắc Sắc Tịch Dương                    | Trần Kiến Bang                 | Malaysia: ntv7 Singapore: Channel 8                                              |
| Năm 2011      | Thiên Mạc Mê Tình                     | Jacky Chen                     | 8TV, Malaysia                                                                    |
| Năm 2013      | Nam Hôn Nữ Giá                        | Trịnh Khải Kiện                | ntv7, Malaysia                                                                   |
| Năm 2014      | Nam Hôn Nữ Giá 2                      | Trịnh Khải Kiện                | ntv7, Malaysia                                                                   |
| Năm 2014      | 118                                   | Trương Gia Bảo                 | Singapore: MediaCorp Channel 8 Malaysia: Astro AEC                               |
| Năm 2014      | Ba Ước Nguyện                         | Quân Hào                       | Channel 8, Singapore                                                             |
| Năm 2014      | Zero Calling                          | Ben                            | Channel 5, Singapore                                                             |
| Năm 2015      | Yes Sir, My Boss (Rab Sab, My Boss)   | Ron                            | True4U, Thái Lan                                                                 |
| Năm 2015      | Sai Tam Công Phân Tưởng Ái Nhĩ        | Bành Tử Tường                  | ntv7, Malaysia                                                                   |
| Năm 2015      | Làm Sao Để Nói Tạm Biệt               | Lawrence                       | ntv7, Malaysia                                                                   |
| Năm 2015      | Tinh Nguyệt Truyền Kỳ                 | Lai Teck & Đới Miễn Ân         | Đài Tinh Hòa Đô Hội, Singapore                                                   |
| Năm 2016      | Song Tử Tình Nhân                     | Dư Hậu Minh & Dư Hậu cần       | ntv7, Malaysia                                                                   |
| Năm 2018      | Diên Hi Công Lược                     | Hải Lan Sát                    | Trung Quốc: IQIYI, Chiết Giang Hong Kong: TVB Malaysia: Astro AOD Canada: FTV2HD |
| Năm 2019      | Vạn Lý Đào Nhất Của Tôi               | Dương Định Nhất                | MediaCorp Channel 8, Singapore                                                   |
| Năm 2020      | Bạn Gái Lầu Dưới Xin Ký Nhận          | Diệp Phi Mặc                   | MangoTV, Trung Quốc                                                              |
| Năm 2021      | Hải Dương Chi Thành                   | Vương Tử Dương                 | Trung Quốc                                                                       |
| Năm 2021      | Người Lái Đò: Truyền Thuyết Nam Dương | Hạ Đông Thanh                  | IQIYI                                                                            |
| Năm 2022      | Trái Tim Gợn Sóng                     | Dương Vạn Thanh                | IQIYI, Trung Quốc                                                                |
| Năm 2022      | Gió Thổi Qua Mùa Hạ                   | Lạc Gia Hằng                   | IQIYI, Tencent, Youku, Trung Quốc                                                |
| Năm 2023      | Cô Ấy Tỏa Sáng                        | Hà Dật Phi                     | Tencent, Trung Quốc                                                              |
| Chờ phát sóng | Vạn Thủy Thiên Sơn Vẫn Là Tình        | Trang Thiên Nhai               | Trung Quốc                                                                       |
| Chờ phát sóng | Bình Yêu Truyện                       |                                | Trung Quốc                                                                       |
| Chờ phát sóng | Đoạt Mộng                             | Trần Diệp Khải                 | IQIYI, Trung Quốc                                                                |
| Chờ phát sóng | Phá Kén 2                             | Mã Lý Áo (Mario)               | Trung Quốc                                                                       |
| Chờ phát sóng | Cô Ấy Chẳng Qua Không Muốn Thua       | Hà Dật Phi                     | Tencent, Trung Quốc                                                              |

### Phim điện ảnh
| Năm        | Tên phim                                                 | Vai diễn       | Địa điểm phát sóng       |
| Năm 2013   | Ngày Tận Thế                                             | A Tùng         | Singapore                |
| Năm 2014   | Ức Khởi Hồi Gia                                          | Văn Bân        | Singapore                |
| Năm 2014   | Ngoạn Cool Thanh Xuân                                    | Hưng Tử        | Malaysia                 |
| Năm 2016   | Vô Hạn Xuân Quang 27                                     |                | Singapore                |
| Năm 2016   | Bong Bóng Mùa Hè                                         | Tống Nhã Miên  | Điện ảnh mạng Trung Quốc |
| Năm 2017   | Nhật Ký Kỳ Ảo Kế Hoạch Theo Đuổi Thần Tượng Của Thiếu Nữ | Tiết Tiên Sâm  | Điện ảnh mạng Trung Quốc |
| Năm 2018   | Siêu Cấp APP                                             | Hàn Thần       | Điện ảnh mạng Trung Quốc |
| Năm 2019   | Tiềm Hành Giả                                            | Jack           | Điện ảnh mạng Trung Quốc |
| Năm 2022   | Cơm Đoàn Viên                                            | Lý Triều Dương | Singapore                |
| Chưa chiếu | Điềm Tâm Cách Cách chi Tinh Linh Đến Rồi                 | Hoàng Thượng   | Điện ảnh mạng Trung Quốc |

### Phim điện ảnh truyền hình
| Năm      | Tên phim                    | Vai diễn         | Đài phát sóng        |
| Năm 2011 | Hẹn Ước Hoa Hướng Dương     | Trần Văn Viễn    | Channel U, Singapore |
| Năm 2013 | Tụ Bảo Tồn Phần Tiếp Theo   | Kha Lão Tam      | ntv7, Malaysia       |
| Năm 2013 | Tụ Bảo Tồn Tiền Truyện      | Kha Lão Tam      | ntv7, Malaysia       |
| Năm 2013 | Lòng Tôi Hướng về Ánh Trăng | Lawrence / A Sâm | ntv7, Malaysia       |
| Năm 2014 | Ức Khởi Hồi Gia             | Văn Bân          | ntv7, Malaysia       |

### Phim ngắn công ích
| Năm      | Tên phim             | Vai diễn              | Địa điểm phát sóng |
| Năm 2012 | Hạnh Phúc Biên Duyên | Thành viên đội cứu hộ | Malaysia           |

## Tác phẩm âm nhạc

### Album
| Số lượng album | Tên album               | Ngày phát hành | Các bài hát trong album |
| Album thứ 1    | Thiển Thiển             | 01/05/2013     | 1. Thiển Thiển (có MV) 2. Thanh Xuân Ngoan Cố 3. Yêu Là Chuyện Như Thế Nào 4. Hoa Đồng |
| Album thứ 2    | Vương Quan Dật Lawrence | 08/02/2017     | 1. Tín Giáo dục (có MV) 2. Hi & Bye (có MV) 3. Là Em Biến Anh Trở Thành Như Vậy (có MV) 4. Hi & Bye Tín Giáo dục (Club Mix) 5. Hi & Bye (Rave Party Mix) 6. Tín Giáo dục (Hip Hop Chillout Mix) |

### Đơn khúc
| Ngày phát hành | Tên bài hát              | Chú thích                                                          |
| Năm 2018       | Phá Giải Mật Mã Tình Yêu | MV nhạc phim điện ảnh "Siêu Cấp APP" hợp ca cùng Tần Lam           |
| 25/08/2018     | Đại Hảo Thanh Niên       | MV                                                                 |
| 01/01/2020     | Sau Đó                   | MV nhạc phim truyền hình đài Hồ Nam "Bạn Gái Lầu Dưới Xin Ký Nhận" |

### MV cá nhân
| Năm      | Tên bài hát               | Đạo diễn        | Chú thích                                                                           |
| Năm 2013 | Thiển Thiển               | Lưu Đông Lâm    | Album "Thiển Thiển"                                                                 |
| Năm 2017 | Tín Giáo dục              | Vương Thiệu Vĩ  | Album "Vương Quan Dật Lawrence"                                                     |
| Năm 2017 | Hi & Bye                  | Lôi Minh Thuyên | Album "Vương Quan Dật Lawrence"                                                     |
| Năm 2017 | Yêu Là Chuyện Như Thế Nào | Vương Thiệu Vĩ  | - Album "Vương Quan Dật Lawrence" - Nhạc cuối phim "Sai Tam Công Phân Tưởng Ái Nhĩ" |
| Năm 2018 | Phá Giải Mật Mã Tình Yêu  | ---             | Nhạc phim điện ảnh "Siêu Cấp APP"                                                   |
| Năm 2018 | Đại Hảo Thanh Niên        | Lôi Minh Thuyên |                                                                                     |
| Năm 2018 | Sau Đó                    | ---             | MV nhạc phim truyền hình đài Hồ Nam "Bạn Gái Lầu Dưới Xin Ký Nhận"                  |

### Góp mặt MV
| Năm      | Tên bài hát   | Ca sĩ        |
| Năm 2011 | Luyến Vật Chí | Lý Ôn        |
| Năm 2014 | Mỗi Khi Yêu   | Lương Văn Âm |

## Sách
| Năm      | Tên sách        | Thể loại  |
| Năm 2012 | Dật Phi Chi Tâm | Tự truyện |

## Giải thưởng
| Năm      | Lễ trao giải                                                     | Giải thưởng                                                        | Tác phẩm                  | Quốc gia   | Chú thích |
| Năm 2010 | Lễ trao giải Hồng Tinh (Star Awards)                             | Nam diễn viên được yêu thích nhất                                  | Hẹn Ước Hoa Hướng Dương   | Singapore  | Đề cử     |
| Năm 2013 | Lễ trao giải đài Á Châu                                          | Nam diễn viên chính xuất sắc nhất                                  | Nam Hôn Nữ Giá            | Singapore  | Đề cử     |
| Năm 2014 | Lễ trao giải Kim Thị                                             | Nam diễn viên phụ xuất sắc nhất                                    | Tụ Bảo Tồn Phần Tiếp Theo | Malaysia   | Đề cử     |
| Năm 2018 | Lễ trao giải Kim Tượng Thụ                                       | Diễn viên năng nổ Á Châu                                           | ---                       | Hoa Kỳ     | Đoạt giải |
| Năm 2018 | Lễ trao giải Kim Thiên Sứ                                        | Nam diễn viên xuất sắc nhất                                        | Diên Hi Công Lược         | Hoa Kỳ     | Đoạt giải |
| Năm 2018 | Lễ trao giải StarHub Night of Stars                              | Giải thưởng vượt trội                                              | ---                       | Singapore  | Đoạt giải |
| Năm 2018 | Lễ Thời Thượng Quyền Lực Trung Quốc báo Tân Kinh (Fashion Power) | Nam nghệ sĩ chủ đề                                                 | ---                       | Trung Quốc | Đoạt giải |
| Năm 2018 | Đêm hội Cực Phẩm Châu Báu Bazaar (Bazaar Jewelry Award)          | Ngôi sao nhân khí châu báu                                         | ---                       | Trung Quốc | Đoạt giải |
| Năm 2018 | OnlyLady 2018 Phong Thượng Đại Điển                              | Nam ngôi sao tiềm lực thời thượng                                  | ---                       | Trung Quốc | Đoạt giải |
| Năm 2019 | LikeTCCAsia                                                      | Top 91 trong số 100 gương mặt đẹp khu vực Châu Á - Thái Bình Dương | ---                       | Trung Quốc | Đoạt giải |

## Chương trình tổng hợp
| Năm      | Tên chương trình                                   | Đài phát sóng            | Chú thích |
| Năm 2009 | Viên Đạn Thế giới                                  | Đài truyền hình Nhật Bản | Chủ trì   |
| Năm 2011 | Thời Đại Đạt Nhân                                  | 8TV                      | Chủ trì   |
| Năm 2012 | Chưa Đến Trường Thành Chưa Phải Là Anh Hùng        | Channel U                | Chủ trì   |
| Năm 2013 | Lắng Nghe Thế giới mùa 1                           | ntv7                     | Chủ trì   |
| Năm 2014 | Người Đàn Ông Tốt, Món Ăn Ngon                     | ntv7                     | Chủ trì   |
| Năm 2014 | Lắng Nghe Thế giới mùa 2                           | ntv7                     | Chủ trì   |
| Năm 2017 | Phòng Tập Luyện Ngôi Sao                           | Đằng Tấn (Tencent Video) | Khách mời |
| Năm 2018 | Happy Camp 20181108                                | Hồ Nam Vệ Thị            | Khách mời |
| Năm 2018 | Đêm Trung Thu Đài Hồ Nam                           | Hồ Nam Vệ Thị            | Khách mời |
| Năm 2019 | Toàn Cầu Hoa Kiều Hoa Nhân Xuân Tiết Đại Liên hoan | Hồ Nam Vệ Thị            | Khách mời |

## Đại diện nhãn hàng
| Năm      | Nhãn hàng              | Tư cách                            | Quốc gia             |
| Năm 2014 | Mont Blanc             | Bạn thân nhãn hàng                 | Malaysia             |
| Năm 2017 | Citroën DS 4 Crossback | Đại sứ hình tượng                  | Singapore            |
| Năm 2018 | Giorgio Armani         | Bạn thân nhãn hàng                 | Trung Quốc           |
| Năm 2019 | Guerlain               | Bạn thân nhãn hàng                 | Trung Quốc           |
| Năm 2019 | Trip.com               | Người đại diện                     | Singapore & Malaysia |
| Năm 2020 | GRAIL Skin             | Người đại diện kiêm người sáng lập | Toàn cầu             |
| Năm 2021 | Skechers               | Người đại diện                     | Singapore            |
| Năm 2022 | OPPO                   | Người đại diện                     | Singapore            |